# Dilkon
Dilkon (navaho Tsézhin Dilkǫǫh) és una concentració de població designada pel cens dels Estats Units a l'estat d'Arizona. Segons el cens del 2000 tenia 1.265 habitants.

## Demografia
Segons el cens del 2000, Dilkon tenia 1.265 habitants, 298 habitatges, i 264 famílies La densitat de població era de 29,1 habitants/km².
Dels 298 habitatges en un 61,4% hi vivien nens de menys de 18 anys, en un 50% hi vivien parelles casades, en un 31,2% dones solteres, i en un 11,1% no eren unitats familiars. En el 10,1% dels habitatges hi vivien persones soles el 2% de les quals corresponia a persones de 65 anys o més que vivien soles. El nombre mitjà de persones vivint en cada habitatge era de 4,24 i el nombre mitjà de persones que vivien en cada família era de 4,5.
Per edats la població es repartia de la següent manera: un 46,8% tenia menys de 18 anys, un 10,6% entre 18 i 24, un 23,8% entre 25 i 44, un 14,3% de 45 a 60 i un 4,5% 65 anys o més.
L'edat mediana era de 19 anys. Per cada 100 dones de 18 o més anys hi havia 84,4 homes.
La renda mediana per habitatge era de 16.146 $ i la renda mediana per família de 14.966 $. Els homes tenien una renda mediana de 16.786 $ mentre que les dones 18.846 $. La renda per capita de la població era de 5.949 $. Aproximadament el 56,1% de les famílies i el 59,1% de la població estaven per davall del llindar de pobresa.
Segons el cens dels Estats Units del 2010 el 97,00% són nadius americans i l'1,58% blancs. L'1,82% de la població són hispànics.

## Poblacions més properes
El següent diagrama mostra les poblacions més properes.